# Карри, Рафик
Рафик Карри (англ. Rafeeq Curry; род. 19 августа 1983, Майами, Флорида) — американский легкоатлет, специалист по тройному прыжку. Выступал за сборную США по лёгкой атлетике в 2000-х годах, чемпион США в помещении, победитель чемпионата первого дивизиона NCAA, участник летних Олимпийских игр в Пекине.

## Биография
Рафик Карри родился 19 августа 1983 года в городе Майами, штат Флорида. На юношеских турнирах показывал высокие результаты в лёгкой атлетике начиная с 1997 года.
Впервые заявил о себе на международном уровне в сезоне 2002 года, когда вошёл в состав американской национальной сборной и выступил в тройном прыжке на юниорском мировом первенстве в Кингстоне.
Занимался лёгкой атлетикой во время учёбы в Университете штата Флорида, представлял местную команду Florida Seminoles, успешно выступал на различных студенческих соревнованиях, в частности в 2006 году с результатом 16,70 становился победителем чемпионата первого дивизиона Национальной ассоциации студенческого спорта (NCAA).
В марте 2008 года на домашних соревнованиях в Таллахасси установил свой личный рекорд в тройном прыжке — 17,22 метра. Позднее на национальном олимпийском отборочном турнире в Юджине стал бронзовым призёром, уступив только Аарику Уилсону и Кента Беллу — тем самым удостоился права защищать честь страны на летних Олимпийских играх в Пекине. На предварительном квалификационном этапе тройного прыжка в третьей попытке показал результат 16,88 метра, но этого оказалось недостаточно для выхода в финальную стадию олимпийского турнира.
В феврале 2011 года Карри с личным рекордом 16,88 одержал победу в тройном прыжке на чемпионате США в помещении в Альбукерке.
В марте 2013 года на чемпионате США в помещении в Альбукерке стал серебряным призёром.
Завершил спортивную карьеру по окончании сезона 2016 года.